# اسکیشنا و گنیپورجاهرپور
اسکیشنا و گنیپورجاهرپور (به لاتین: Skeiða- og Gnúpverjahreppur) یک منطقهٔ مسکونی در ایسلند است که در سودورلاند واقع شده‌است. اسکیشنا و گنیپورجاهرپور ۲٬۲۳۱ کیلومتر مربع مساحت و ۵۳۰ نفر جمعیت دارد.